# Эмирагаев, Эседулла Велиханович
Эседулла (Эсед) Велиханович Эмирагаев (лезг. Эмирагъайрин Эседуллагь Велиханан хва, 3 декабря 1981, Дербент, Дагестанская АССР, РСФСР, СССР) —  российский спортсмен и тренер. Бронзовый призёр чемпионата мира по боевому самбо. Бывший тренер по ударной работе Хабиба Нурмагомедова.

## Спортивная карьера
Является воспитанником Абдулманапа Нурмагомедова. В декабре 2008 года в подмосковных Химках стал бронзовым призёром чемпионата мира. Является чемпионом России по боевому самбо. В 2011 году вместе с Шамилём Зауровым в Дербенте основал спортивный клуб «Чемпион». 6 октября 2018 года работал секундантом Хабиба Нурмагомедова на UFC 229, после его боя против ирландца Конора Макгрегора, возникла потасовка в ходе которой Эмирагаев запрыгнул в клетку и нанес удар кулаком по голове Макгрегору. 11 февраля 2023 года на UFC 284 секундировал Ислама Махачева в бою против Александра Волкановски.

## Спортивные достижения
- Чемпион России по боевому самбо;
- Чемпионат мира по боевому самбо 2008 — ;

## Известные воспитанники
- Нурмагомедов, Хабиб Абдулманапович
- Алискеров, Икрам Сабирович[8].
- Мурад Гусейнов — чемпион Европы и Азии и призер чемпионата мира по рукопашному бою[9]

## Личная жизнь
По национальности — лезгин.